# Дженет Маккензі
Дженет Маккензі (англ. Janet McKenzie) — американська художниця, відома своїми зображеннями релігійних тем, які представляють широкий спектр людських тем.
Робота Маккензі «Ісус із народу» виграла всесвітній мистецький конкурс, організований газетою National Catholic Reporter у 2000 році.
Її робота посіла перше місце серед 1678 робіт 104 художників із 19 країн і 6 континентів.
Умовою конкурсу потрібно було створити зображення Ісуса XXI століття, таким, яким він на думку автора максимально відображатиме суспільство та вказуватиме на нові виклики часу.
«Ісус з народу» Дженет Маккензі є персонажем невизначеної статі та расової належності, він темношкірий і з товстими губами, швидше за все, питомий американець або африканець.